# Claire Coffee
Claire Coffee (nascida em 1980) é uma atriz norte-americana que participou em várias séries e filmes. Ficou conhecida pela famosa série Grimm, também participou em CSI e NCIS.

## Biografia
Coffee nasceu em São Francisco, Califórnia, mas cresceu em Monterey, Califórnia, e estudou na Escola para Meninas de Santa Catalina, onde protagonizou obras de teatro e musicais. Tem uma licenciatura em teatro pela Universidade de Northwestern em Evanston, Illinois. Sua irmã, Abbie Coffee é professora em Everest Public High School em Redwood City.

### Carreira
Claire começou a atuar com a idade de cinco anos. Coffee teve um papel recorrente em The West Wing como Cassie Tatum em 2003.
Entre 2007 e 2009 Coffee interpretou à enfermeira Nadine Crowell em Geral Hospital. Teve vários papéis como convidada em série tais como Psych, Bones, NCIS e Cold Case e desde 2011 interpreta a Janie Ross, uma advogada e interesse amoroso de Peter Bash (Mark-Paul Gosselaar) na série de TNT, Franklin & Bash. Desde esse mesmo ano, interpreta à advogada/Hexenbiest Adalind Schade no drama fantástico de NBC, Grimm. A partir da segunda temporada, Claire foi ascendida ao elenco principal  da série.

## Filmografía
| Ano         | Título                             | Papel                       | Notas                                                     |
| ----------- | ---------------------------------- | --------------------------- | --------------------------------------------------------- |
| 2002        | Yes, Dear                          | Professora                  | 1 episódio                                                |
| 2003        | The West Wing                      | Cassie Tatum                | 3 episódios                                               |
| 2005        | Wild Things: Diamonds in the Rough | Jenny Bellamy               | Filme para televisão                                      |
| 2005        | Cold Case                          | Kelly Witkowski 1977        | 1 episódio                                                |
| 2006        | Strong Medicine                    | Cassandra Turley            | 1 episódio                                                |
| 2006        | Bones                              | Agente Especial Tricia Finn | 1 episódio                                                |
| 2006        | CSI: Crime Scene Investigation     | Cindy Jansen                | 1 episódio                                                |
| 2006        | NCIS                               | Cindy Crawshaw              | 1 episódio                                                |
| 2006        | Psych                              | Sally Reynolds              | 1 episódio                                                |
| 2007 - 2009 | Geral Hospital                     | Nadine Crowell              | Personagem recorrente                                     |
| 2009        | The League                         | Claire (Concierge)          | 1 episódio                                                |
| 2010        | Inventing Adam                     | Spencer                     |                                                           |
| 2011 - 2012 | Franklin & Bash                    | Janie Ross                  | Personagem recorrente                                     |
| 2011 - 2017 | Grimm                              | Adalind Schade              | Recorrente (temporada 1)Principal (desde (temporada 1) 2) |
| 2012        | Holly's Holiday                    | Holly                       | Filme para televisão                                      |
| 2013        | Inventing Adam                     | Spencer                     |                                                           |
| 2013        | Royal Pains                        | Maya                        | 1 episódio                                                |
| 2013        | Grind                              | Auntunm                     | Cortometraje                                              |